# Oleg Wiktorowitsch Wischljow
Oleg Wiktorowitsch Wischljow (russisch Олег Викторович Вишлёв; * 16. September 1954 in Ljubino bei Omsk, Sowjetunion) ist ein russischer Historiker.

## Biografie und wissenschaftliche Arbeit
1971 bis 1973 war er Kadett an der Militärpolitischen Hochschule des Heeres in Nowosibirsk. 1978 absolvierte er die Fakultät für Geschichte der Staatlichen Lomonossow-Universität Moskau, dann war er Aspirant am Institut für allgemeine Geschichte der AdW der UdSSR. 1983 promovierte er zum Dr. hist. zum Thema „Evolution des sozialökonomischen Programms der FDP (1948 bis 1971)“. 1981 bis 2002 war Wischljow wissenschaftlicher Mitarbeiter, 1985 bis 1991 wissenschaftlicher Sekretär, gleichzeitig 1988 bis 1990 stellvertretender Leiter des Zentrums für deutsche Geschichte am selben Institut, 1986 bis 1990 wissenschaftlicher Sekretär der Historikerkommission der UdSSR und der DDR. Seit 1991 war er Forschungsstipendiat der Alexander-von-Humboldt-Stiftung. Unter Leitung von Hans-Adolf Jacobsen arbeitete er im Politischen Archiv des Auswärtigen Amts und am Seminar für Politische Wissenschaft der Rheinischen Friedrich-Wilhelm-Universität Bonn sowie im Jahr 2000 in der Gedenkstätte Deutscher Widerstand in Berlin.
2002 war Wischljow Redakteur, 2005 wurde er Leiter der Redaktion für allgemeine Geschichte und 2008 Chef-Redakteur des wissenschaftlichen Verlags „Grosse Russländische Enzyklopädie“ in Moskau. Er ist Verfasser mehrerer Forschungs- und Dokumentenpublikationen zu den deutsch-sowjetischen Beziehungen 1939 bis 1941 sowie zahlreicher Enzyklopädieartikel über deutsche Politiker, Feldherren, Parteien und Organisationen. Er initiierte wiederholt die Veröffentlichung wichtiger Beiträge deutscher Historiker in russischen wissenschaftlichen Zeitschriften und war deren Übersetzer.
Zudem war er wissenschaftlicher Redakteur der offiziellen Publikation des Briefwechsels des Präsidenten Boris Jelzin mit den Staatsoberhäuptern und Leitern der internationalen Organisationen.

## Schriften (Auswahl)

### Auf Russisch
- Накануне 22 июня 1941 года. Документальные очерки. Наука, Moskau 2001, ISBN 5-02-008725-4.
- О подлинности «Постановлений Политбюро ВКП(б)», хранящихся в зарубежных архивах. In: Новая и новейшая история. Nr. 6, 1993, S. 51–56.
- «Краковский протокол» 1940 г. Было ли «антипольское соглашение» между НКВД и гестапо? Из германских архивов. In: Новая и новейшая история. Nr. 5, 1995, S. 104–112.
- Генерал Власов в планах гитлеровских спецслужб. (Из германских архивов) In: Новая и новейшая история. Nr. 4, 1996, S. 130–146.
- Речь И. В. Сталина 5 мая 1941 г. (российские документы). In: Новая и новейшая история. Nr. 4, 1998, S. 77–89. (web.archive.org)
- Западные версии высказываний И. В. Сталина 5 мая 1941 г. (по материалам германских архивов). In: Новая и новейшая история. Nr. 1, 1999, S. 93–115.
- Просчет Сталина In: Мир истории. Nr. 3, 2001, S. 41–50.

### Auf Deutsch
- O. Vishlov: Beschwichtigung der Aggressoren: das Wesen und die Lehren. In: Zeitschrift für Geschichtswissenschaft. Jg. 38, H. 1, Berlin 1990, S. 21–26.
- O. Wischljow: Am Vorabend des 22. Juni 1941. In: Deutsch-russische Zeitenwende: Krieg und Frieden 1941–1995. Nomos, Baden-Baden 1995, ISBN 3-7890-3683-8, S. 91–152.
- O. Wischljow: «Ein Unterpfand des Sieges»… und der Niederlage – Zur Militärstrategie des nationalsozialistischen Deutschlands im Zweiten Weltkrieg. In: Deutsche Umbrüche im 20. Jahrhundert. Böhlau Verlag, Köln / Weimar / Wien 2000, ISBN 3-412-08500-6, S. 353–362.
- O. Wischljow: Zu militärischen Absichten und Plänen der UdSSR im Sommer 1941. In: «Wir sind die Herren dieses Landes». Ursachen, Verlauf und Folgen des deutschen Überfalls auf die Sowjetunion. VSA-Verlag, Hamburg 2002, ISBN 3-87975-876-X, S. 44–54.